# Ногатак (Конектикат)
Ногатак (енгл. Naugatuck) град је у америчкој савезној држави Конектикат.

## Демографија
По попису из 2010. године број становника је 31.862, што је 873 (2,8%) становника више него 2000. године.
| Група             | 2000.          | 2010.          |
| Белци             | 27.541 (88,9%) | 25.767 (80,9%) |
| Афроамериканци    | 882 (2,8%)     | 1.575 (4,9%)   |
| Азијати           | 522 (1,7%)     | 969 (3,0%)     |
| Хиспаноамериканци | 1.386 (4,5%)   | 2.929 (9,2%)   |
| Укупно            | 30.989         | 31.862         |